# Aszur (miasto)
Aszur (akad. aš-šurki zapisywane w piśmie klinowym ) – starożytne miasto w północnej Mezopotamii; w III i II tysiącleciu p.n.e. główne miasto i stolica Asyrii, święte miasto boga Aszura z jego główną świątynią E-szara; obecnie stanowisko archeologiczne Kalat asz-Szarkat w północnym Iraku, nad zachodnim brzegiem Tygrysu, około 110 km (68 mil) na południe od Mosulu; w 2003 roku wpisane zostało na listę światowego dziedzictwa UNESCO.

## Miasto
Aszur wybudowane zostało na skalistym, niemal trójkątnym cyplu, utworzonym w miejscu połączenia dwóch odnóg Tygrysu. To położenie zapewniało miastu naturalną ochronę od strony wschodniej i północnej. Od strony lądu dostępu do miasta bronił system potężnych umocnień. Obszar objęty murami miał powierzchnię około 80 ha. Miasto podzielone było na dwie części: Stare Miasto i przyległe do niego od południa Nowe Miasto.

### Stare Miasto
Stare Miasto (akad. libbi-āli, tłum. „serce/wnętrze miasta”) obejmowało obszar około 50 ha. To tu, w jego północnej części, znajdował się kompleks pałacowo-świątynny z najważniejszymi budynkami w mieście. Osobliwością tego kompleksu było jego „wtopienie” w strukturę miasta. W Aszur – w przeciwieństwie do innych stolic asyryjskich (Kalhu, Niniwa, Dur-Szarrukin) – nigdy nie powstała odrębna cytadela, odcięta murami od pozostałej zabudowy. Część świątyń przylegała do domów prywatnych, zaś pałace dostępne były bezpośrednio „z ulicy”, choć wiemy, że dostęp do nich był ściśle określony. Centralną i południową część Starego Miasta zajmowały domy prywatne. Stare Miasto otoczone było wewnętrznym murem, wzniesionym za czasów Salmanasara III w IX wieku p.n.e.

### Nowe Miasto
Nowe Miasto (akad. alu eššu, tłum. „nowe miasto”) obejmowało obszar około 30 ha. Początkowo stanowiło ono południowe przedmieście Aszur. W obręb miasta weszło w XVI wieku p.n.e., kiedy to król asyryjski Puzur-Aszur III rozkazał otoczyć je murami. W „Nowym Mieście” znajdowały się najprawdopodobniej dzielnice handlowa i mieszkalna.

### Mury miejskie
Dostępu do miasta Aszur broniły dwa pasy umocnień: mur zewnętrzny (chroniący „Stare Miasto” i „Nowe Miasto”) oraz mur wewnętrzny (chroniący „Stare Miasto”). Przed murem zewnętrznym znajdowała się dodatkowo potężna fosa o szerokości 20 metrów i głębokości 15 metrów. Do miasta wiodło kilkanaście bram, z których najważniejszą była Brama Tabira („Brama Rękodzielników”) – główna brama wiodąca na zachód.

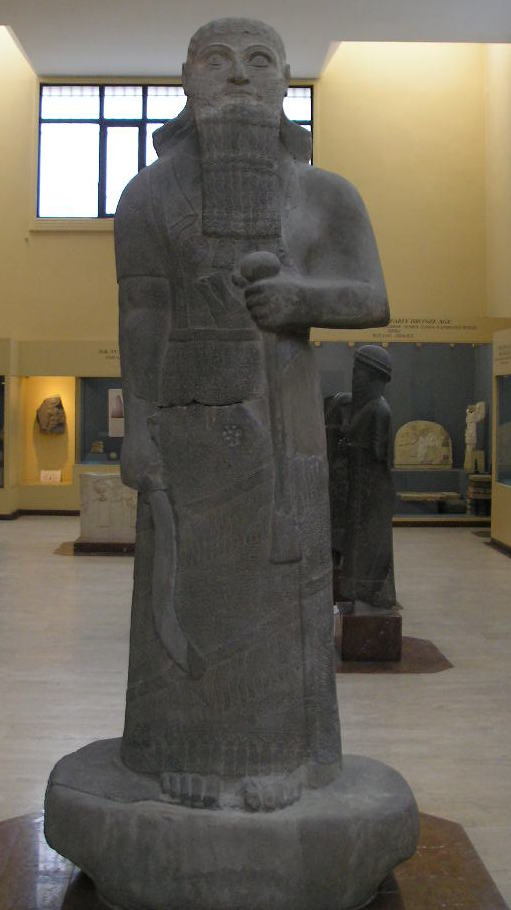
Bazaltowy posąg Salmanasara III odkryty w 1903 roku w Aszur (obecnie w zbiorach Muzeum Archeologicznego w Stambule)

## Wykopaliska

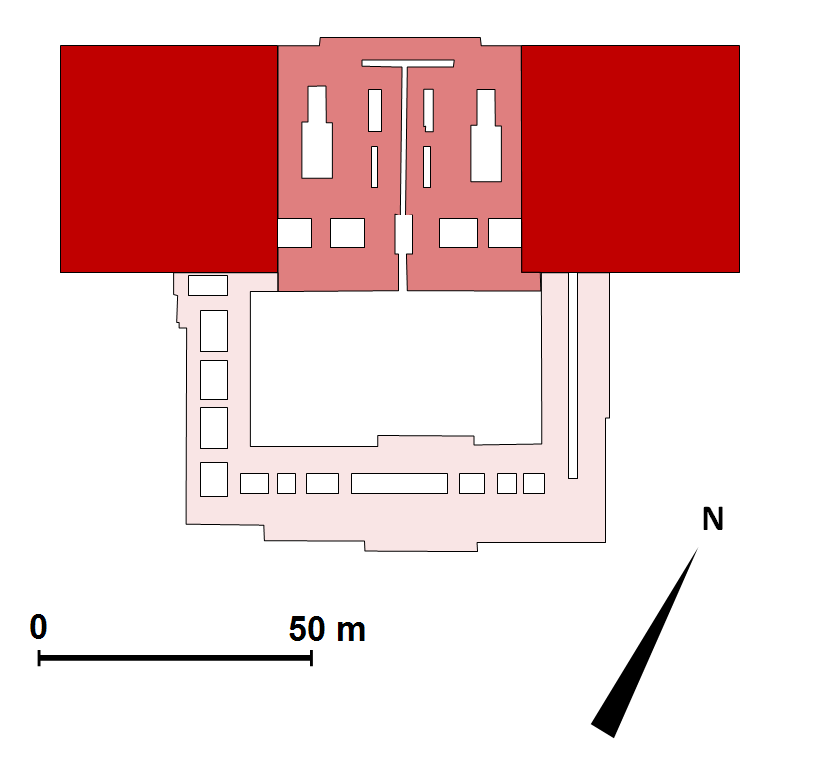
Plan podwójnej świątyni bogów Anu i Adada w Aszur

Pierwsze niesystematyczne badania na stanowisku tym przeprowadzili jeszcze w XIX wieku Austen Henry Layard, Hormuzd Rassam i Victor Place. Pozwoliły one zidentyfikować Kalat asz-Szarkat jako miejsce, gdzie w starożytności istniała asyryjska stolica Aszur. Godnymi wzmianki zabytkami odkrytymi w czasie tych wczesnych wykopalisk są: posąg Salmanasara III (854–824 p.n.e.) i terakotowa pryzma Tiglat-Pilesera I (1115–1077 p.n.e.). Ta ostatnia odegrała ważną rolę w odczytaniu pisma klinowego będąc pierwszym w pełni odczytanym (w 1857 roku) tekstem asyryjskim. Naszą obecną wiedzę archeologiczną o Aszur zawdzięczamy jednak w dużej mierze pracy niemieckich archeologów, którzy pod kierunkiem Waltera Andrae prowadzili tu w latach 1903–1914 wykopaliska z ramienia Niemieckiego Towarzystwa Orientalnego (Deutsche Orient-Gesellschaft). Prace wykopaliskowe Andrae skoncentrowane były w pn i pn.-zach. części Starego Miasta, gdzie zlokalizowana była większość świątyń i pałaców. Ponieważ wielu królów asyryjskich przebudowywało i rozbudowywało te budowle, sekwencja chronologiczna warstw archeologicznych ustalona być mogła jedynie na podstawie związanych z nimi królewskich inskrypcji budowlanych. Pozwoliło to na przykład odkryć, iż niektóre z tych budowli były użytkowane przez ponad tysiąc lat, nawet po tym, jak Aszur przestało być już administracyjną stolicą państwa (początek I tysiąclecia p.n.e.). Najważniejszymi odkrytymi tu obiektami pochodzącymi z okresu istnienia państwa asyryjskiego (początek II tysiąclecia p.n.e. – 614 p.n.e.) okazały się być: świątynia Aszura, ziggurat Enlila/Aszura, Stary Pałac, świątynia Sina i Szamasza, świątynia Isztar, świątynia Anu i Adada, Nowy Pałac i fortyfikacje z bramami i nabrzeżami. Najpóźniejsze założenia architektoniczne odkryte w Aszur przez Andrae okazały się pochodzić z okresu partyjskiego (ok. 250 n.e.). Główne odsłonięte budowle z tego okresu to tzw. pałac partyjski (w płd części miasta) i świątynia Aszura-Szeruy (w północnej części miasta). Najstarszymi osiągniętymi warstwami w czasie wykopalisk lat 1903–1914 były te w wykopie sondażowym w świątyni Isztar, które wykazały, iż jej początki sięgały czasów „presargonidzkich” (przed 2300 p.n.e.). W latach siedemdziesiątych i osiemdziesiątych XX wieku prace wykopaliskowe związane z rekonstrukcjami na stanowisku prowadzili archeolodzy iraccy z ramienia Irackiego Departamentu Starożytności. Pod koniec lat osiemdziesiątych kampanie wykopaliskowe przeprowadzili tu archeolodzy niemieccy: w latach 1988–1989 pod kierunkiem Reinharda Dittmanna z ramienia Wolnego Uniwersytetu Berlińskiego (sondaże i badania geofizyczne) i w latach 1989–1990 pod kierunkiem Barthela Hroudy z ramienia Uniwersytetu Ludwika i Maksymiliana w Monachium (domy mieszkalne w centrum miasta). Ostatnie prace pozwoliły sporządzić nowy topograficzny plan stanowiska i po raz pierwszy ustalić sekwencję zmian w ceramice począwszy od okresu Ur III (2112–2004 p.n.e.) do okresu partyjskiego (250 p.n.e. – 256 n.e.). W latach 2000–2001 dalsze prace wykopaliskowe w centrum miasta prowadziła misja niemiecko-iracka pod kierunkiem Petera A. Miglusa. Brali w nich udział również archeolodzy polscy z Instytutu Archeologii Uniwersytetu Warszawskiego.

## Historia

### Okres „przedasyryjski”
Początki miasta nie są znane. Najwcześniejsze znaleziska odkryte w warstwie H wykopu sondażowego w świątyni Isztar pochodzą z okresu wczesnodynastycznego III (ok. 2500 p.n.e.). Materiał z tego okresu znaleziono też w warstwach poniżej Starego Pałacu. Styl wykonania kilku odnalezionych fragmentów posągów z tych warstw wykazuje duże podobieństwo do tych odkrytych w Mari i Kisz. Okres akadyjski (2334–2154 p.n.e.) reprezentują znaleziska z warstwy G świątyni Isztar, a także nieliczne pozostałości odkryte w innych częściach miasta. Ze źródeł pisanych wiadomo, iż miasto znajdowało się wówczas pod kontrolą Imperium Akadyjskiego. Okresowi Ur III odpowiadają warstwy F i E w świątyni Isztar. Z okresu tego pochodzi kamienna płytka z inskrypcją niejakiego Zariquma, lokalnego władcy Aszur, który nazywa siebie w niej sługą Amar-Suena (ok. 2047–2038 p.n.e.), jednego z królów III dynastii z Ur. Na późniejszy okres datowana jest pieczęć cylindryczna odnaleziona w warstwie E świątyni Isztar, nosząca inskrypcję sługi Isi-Dagana, šakkanakku z miasta Mari. Isi-Dagan zaś zdaniem uczonych współczesny miał być Iszbi-Erze (2017–1985 p.n.e.), założycielowi I dynastii z Isin.

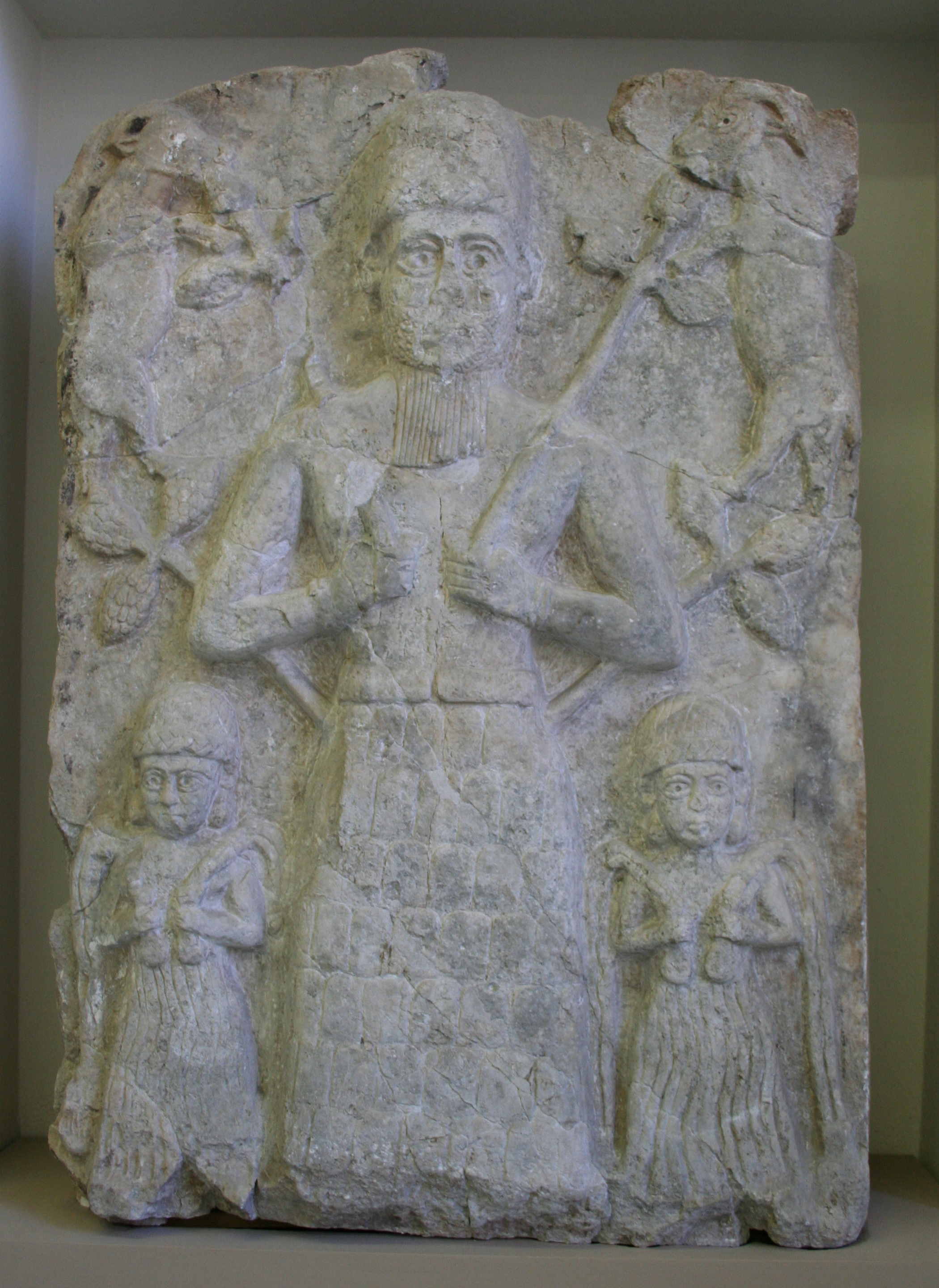
Płytka kamienna odkryta w studni świątyni Aszura, przedstawiająca najprawdopodobniej huryckie bóstwo górskie (XV w. p.n.e.?, zbiory Muzeum Pergamońskiego w Berlinie)

### Okres staroasyryjski
Na początku II tysiąclecia p.n.e. Asyria wyłania się z mroków historii jako miasto-państwo z miastem Aszur jako religijną oraz administracyjną stolicą. Aszur w tym okresie pełni funkcję ważnego ośrodka handlowego, którego kupcy – jak świadczą tysiące staroasyryjskich tabliczek klinowych odkrytych w Kanesz – docierali aż do Anatolii i zakładali tam kolonie handlowe. O samym mieście Aszur wiele nie wiadomo. Inskrypcje budowlane wczesnych władców asyryjskich z lokalnej dynastii założonej przez Puzur-Aszura I (XX w. p.n.e.) wspominają już o istnieniu w tym mieście świątyni boga Aszura. Nie jest wykluczone, że istniały już wówczas też mury miejskie i świątynie Adada i Isztar. Pierwszym ważniejszym królem asyryjskim był Szamszi-Adad I (1813–1781 p.n.e.), współczesny Hammurabiemu z Babilonu. Po pokonaniu władcy z lokalnej dynastii i przejęciu tronu w Aszur zaczął on poszerzać terytorium Asyrii tworząc w rezultacie rozległe i potężne królestwo. Władca ten znany jest ze swych prac budowlanych w mieście Aszur. To właśnie on wznieść miał Stary Pałac i ziggurat Enlila/Aszura. Na czasy jego panowania datowany jest też najstarszy znany plan świątyni boga Aszura. Z panowaniem Szamszi-Adada I związane jest też występowanie charakterystycznego rodzaju ceramiki malowanej, tak zwanej ceramiki chaburskiej, która znajdowana jest na stanowiskach w północnej Mezopotamii i pn.-zach. Iranie. Po śmierci Szamszi-Adada I kontrolę nad większością terytorium Asyrii przejął Hammutabi z Babilonu. Po upadku dynastii starobabilońskiej (ok. 1595 p.n.e.) polityczną pustkę w pn Mezopotamii wypełnili władcy Mitanni, a Asyria stała się uzależnionym od nich państwem wasalnym. Niewiele wiadomo o historii i archeologii miasta Aszur w tym czasie. Warto jedynie wspomnieć, iż w tym to właśnie okresie, najprawdopodobniej za panowania Aszur-nirari I (ok. 1545-1520 p.n.e.), wzniesiona została świątynia Sina i Szamasza, a za czasów Puzur-Aszura III (ok. 1519-1496 p.n.e.) otoczone zostało murem południowe przedmieście Aszur, które w ten sposób, pod nazwą Nowego Miasta, stało się jego częścią.

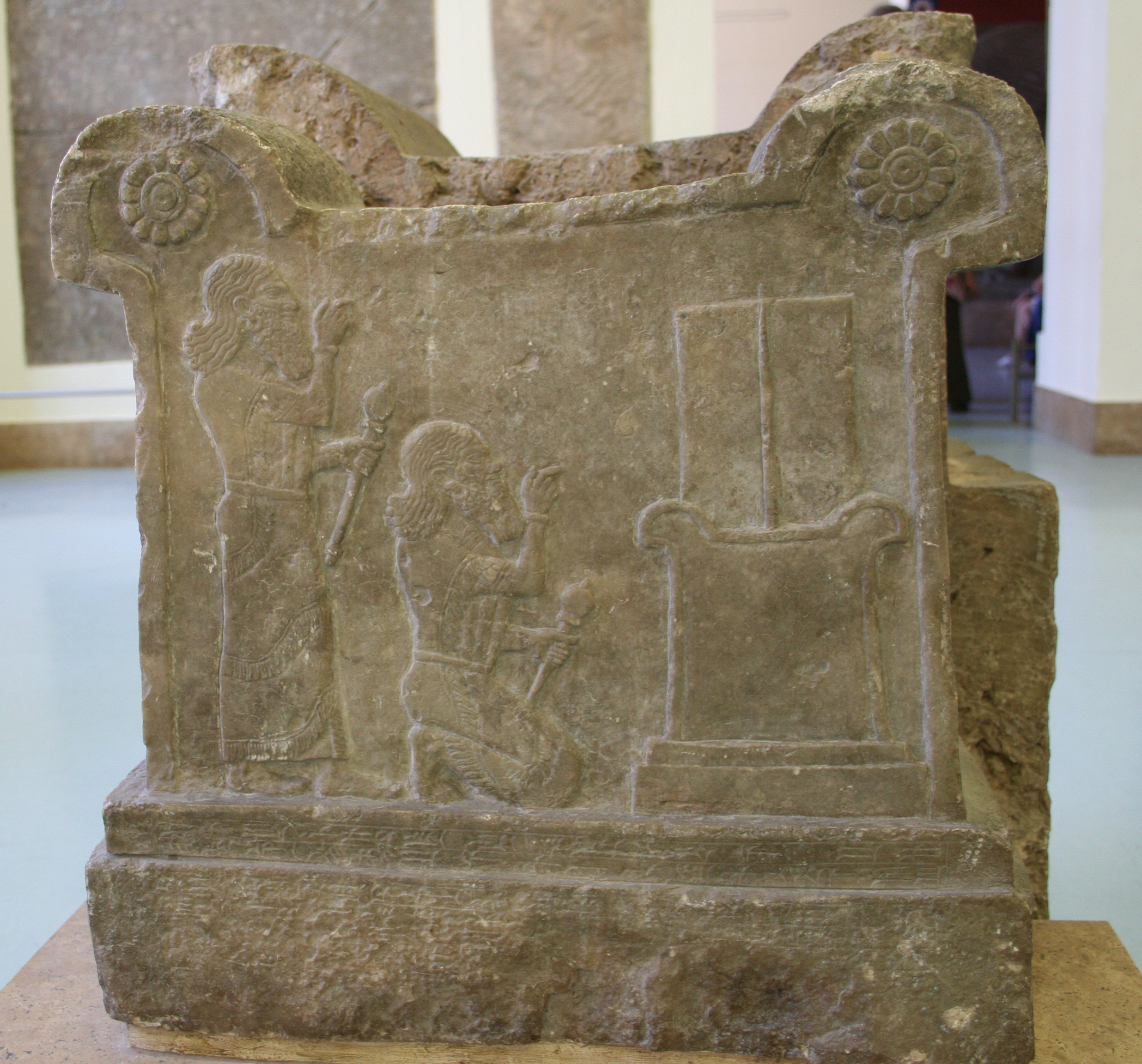
Ołtarz Tukulti-Ninurty I, odnaleziony w Aszur (zbiory Muzeum Pergamońskiego w Berlinie)

### Okres średnioasyryjski
Asyria uwolniła się spod panowania mitannijskiego za panowania Eriba-Adada I (1392–1366 p.n.e.) i jego następcy Aszur-uballita I (1365–1330 p.n.e.). Interesujące znalezisko z Aszur z tego okresu to tzw. stelenreihe („rząd stel”), rodzaj asyryjskiego kalendarium (ustawione w rzędach stele, z których każda wymienia imię asyryjskiego króla, królowej lub wysokiego urzędnika państwowego, począwszy od Eriba-Adada I, a na żonie Aszurbanipala kończąc). Ponieważ jeden zdolny władca asyryjski zaczął następować po drugim, na pocz. XIII w. p.n.e. Asyria ponownie zaczęła nabierać znaczenia, by pod koniec tego wieku stać się jedną z największych potęg na Bliskim Wschodzie. Asyryjscy królowie związani z utworzeniem tzw. Imperium Środkowoasyryjskiego to Adad-nirari I (1307–1275 p.n.e.), jego syn Salmanasar I (1274–1245 p.n.e.) i wnuk Tukulti-Ninurta I (1244–1208 p.n.e.). Wszyscy oni prowadzili prace budowlane i restauracyjne w Aszur. Za panowania Adad-nirari I Stary Pałac został odbudowany, a prace restauracyjne przeprowadzono w świątyniach Aszura oraz Sina i Szamasza. Salmanasar I przebudował częściowo świątynię Aszura. Tukulti-Ninurta I zainicjował nowy program budowlany. Za jego panowania powstała nowa świątynia Isztar, wykopano przed murami miejskimi głęboką fosę, a w pn.-zach. rogu Starego Miasta wzniesiono wielki sztuczny taras, na którym zbudowano jego Nowy Pałac. Niestety z powodu późniejszych prac budowlanych kolejnych władców po tym ostatnim pozostało niewiele śladów. Tukulti-Ninurta I rozpoczął też budowę nowej rezydencji królewskiej w Kar-Tukulti-Ninurta, około 3 km na północ od Aszur, po przeciwnej stronie Tygrysu. Z okresu środkowoasyryjskiego pochodzą znalezione w Aszur: tzw. ołtarz Tukulti-Ninurty I z reliefem przedstawiającym go w czasie modlitwy przed symbolem bóstwa, a także pewna liczba pieczęci cylindrycznych w charakterystycznym środkowoasyryjskim stylu. Niewiele wiadomo o tym, co działo się w Aszur po śmierci Tukulti-Ninurty I. Chociaż Aszur najprawdopodobniej nie straciło na znaczeniu, to dalsze prace budowlane w tym mieście poświadczone są dopiero z czasów panowania Aszur-resza-iszi I (1133–1116 p.n.e.) i jego następców. Aszur-resza-iszi wzniósł nową świątynię Isztar. Jemu też przypisuje się wzniesienie podwójnej świątyni Anu i Adada, której cechą charakterystyczną był mały ziggurat przyległy do każdego z sanktuariów. Dwaj kolejni władcy Aszurnasirpal I (1049–1031 p.n.e.) i Salmanasar II (1030–1019 p.n.e.) prowadzili prace budowlane przy zigguracie Enlila/Aszura.

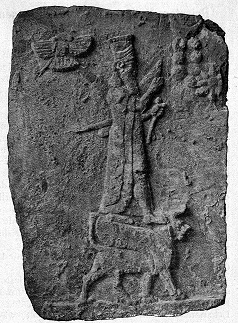
Kamienna płytka odnaleziona w Aszur z przedstawieniem boga Aszura stojącego na lwie-smoku.

### Okres nowoasyryjski

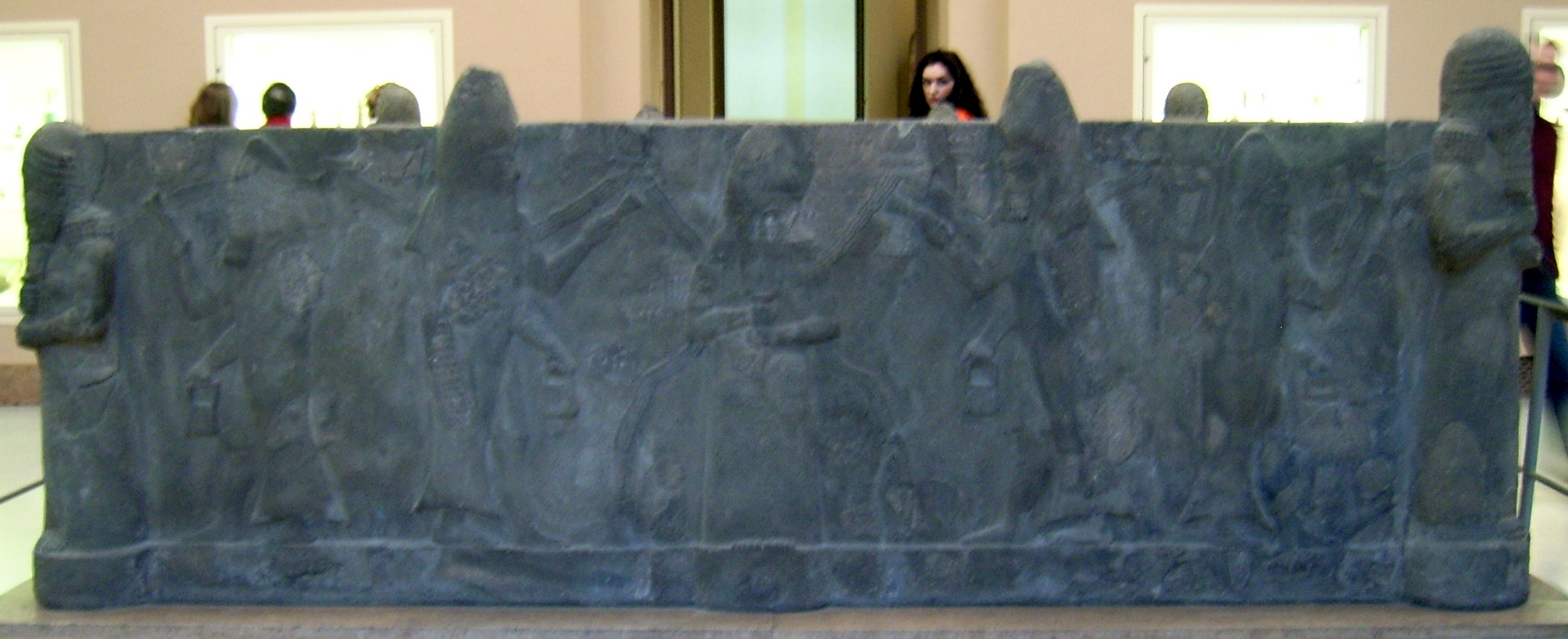
Zrekonstruowany basen kultowy z Aszur z czasów panowania Sennacheryba (zbiory Muzeum Pergamońskiego w Berlinie)

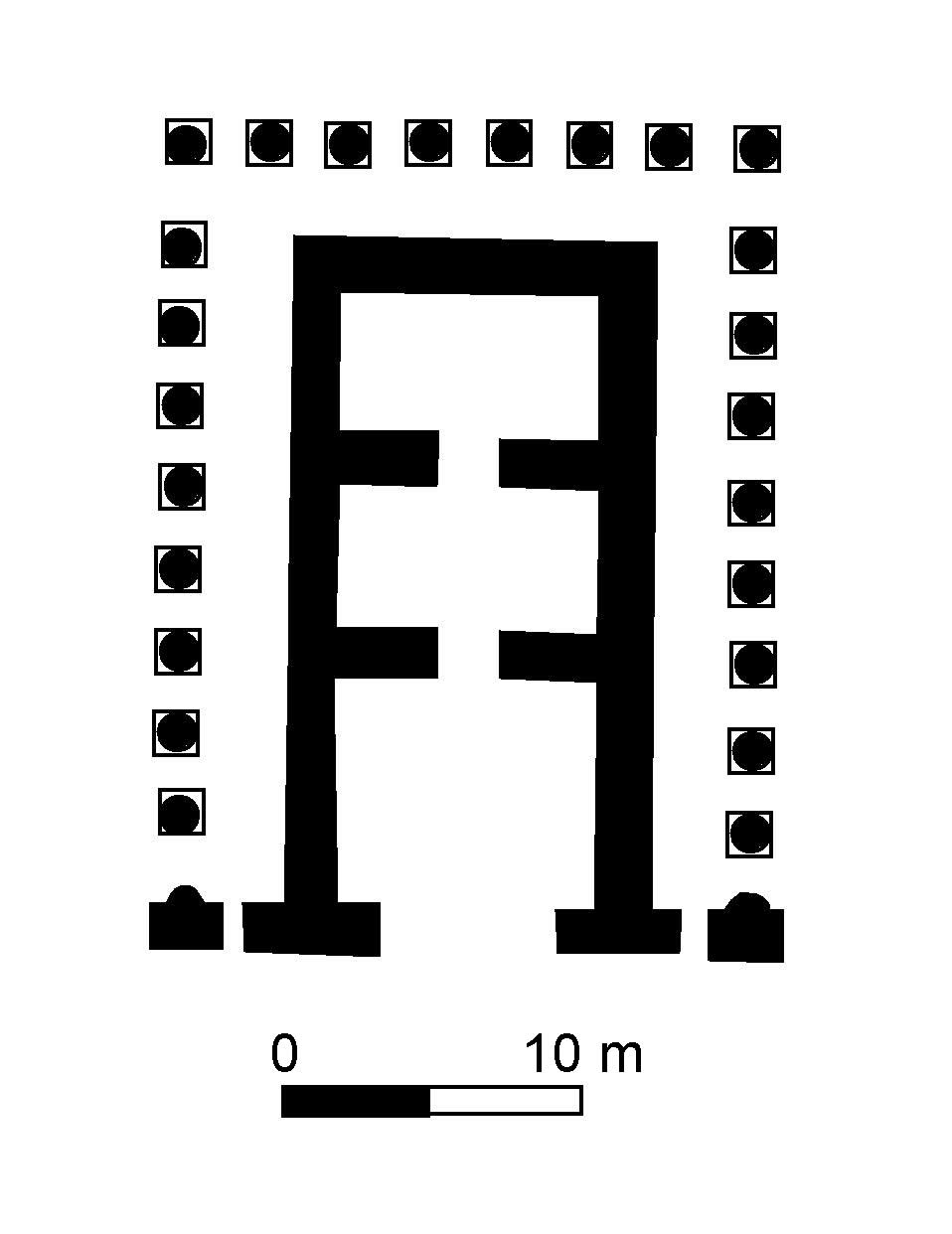
Plan partyjskiej świątyni Aszura-Szeruy

Początek X wieku p.n.e. w Asyrii wyznacza początek okresu, w którym państwo to stanęło u szczytu potęgi. W tym czasie Aszur przestaje być administracyjną stolicą państwa, która za czasów Aszurnasirpala II (883–859 p.n.e.) przeniesiona zostaje do Kalhu. Nie oznacza to jednak końca prac budowlanych w samym Aszur. Aszurnasirpal II lub jeden z jego poprzedników przebudowuje i przekształca Stary Pałac w mauzoleum, w którym znaleziono komory grobowe i sarkofagi królów asyryjskich. Salmanasar III (858–824 p.n.e.) wzmacnia fortyfikacje miasta (obwiedzenie Starego Miasta murem wewnętrznym), przebudowuje świątynię Anu i Adada i wznosi nową świątynię Isztar. Podczas gdy administracyjna stolica przeniesiona zostaje do Dur-Szarrukin przez Sargona II (721–705 p.n.e.), a następnie do Niniwy przez Sennacheryba (704–681 p.n.e.), o tym co działo się w Aszur w VIII i na początku VII wieku p.n.e. wiemy niewiele. W czasie panowania Sennacheryba na zachód od miasta, poza murami, wzniesiony został tzw. dom akitu, który odgrywał ważną rolę w czasie święta Nowego Roku. Na terenie miasta wzniesiony natomiast zostaje tzw. pałac następcy tronu i przebudowane zostają świątynia Sina i Szamasza oraz świątynia Aszura. Jedynym godnym uwagi znaleziskiem z tego okresu jest mocno uszkodzony kultowy basen odkryty w Starym Pałacu. Kolejni władcy, Asarhaddon (680–669 p.n.e.) i Aszurbanipal (668–627 p.n.e.) prowadzili prace restauracyjne przy świątyni Aszura i zigguracie Enlila/Aszura. W okresie panowania Sin-szar-iszkuna zostaje wzniesiona ostatnia asyryjska budowla w Aszur – podwójna świątynia Isztar i Nabu. W 614 roku p.n.e. armia medyjska zdobywa i niszczy kompletnie miasto. Ślady poasyryjskiego zasiedlenia są niemal niezauważalne.

### Okres partyjski
Z początkiem I wieku p.n.e. stanowisko to odzyskało pewne znaczenie jako rezydencja partyjskiego satrapy. Partyjska nazwa miasta wciąż pozostaje nieznana. Najważniejsze budowle z tego okresu to świątynia Aszura-Szeruy wzniesiona na ruinach asyryjskiej świątyni Aszura oraz pałac partyjski w płd części miasta. Partyjskie miasto zniszczone zostało w III wieku n.e. przez Szapura I (241–272). Miasto nigdy nie zostało ponownie odbudowane ani zasiedlone.

## Gubernatorzy Aszur
W tekstach asyryjskich z okresów średnio- i nowoasyryjskiego wspominani są gubernatorzy Aszur noszący tytuły šakin māti („gubernatora kraju”) i šakin Libbi-āli („gubernatora Libbi-ali”). Najstarszymi tekstami z okresu nowoasyryjskiego, w których wzmiankowani są gubernatorzy Aszur, są inskrypcje króla Adad-nirari II (911-891 p.n.e.): w jednej z nich, datowanej na 909 r. p.n.e., wzmiankowany jest gubernator Aszur (šakin Libbi-āli) o imieniu Gabbija-ana-Aszur, natomiast w innej mowa jest o Adad-ahu-iddinie, gubernatorze Aszur (šakin Libbi-āli) i eponimie (897 r. p.n.e.). Począwszy od panowania Adad-nirari III (810-783 p.n.e.) gubernatorzy Aszur zaczynają pojawiać się regularnie w asyryjskich listach i kronikach eponimów jako urzędnicy limmu. I tak eponimami byli: Ilu-issija (šakin māti) w 804 roku p.n.e., Pan-Aszur-lamur (šakin māti) w 776 roku p.n.e., Adad-belu-ka’’in (šakin māti) w 748 i 738 roku p.n.e. oraz Tab-sil-Eszarra (šakin Libbi-āli) w 716 roku p.n.e.